# Entella angolica
Entella angolica är en bönsyrseart som beskrevs av Max Beier 1969. Entella angolica ingår i släktet Entella och familjen Mantidae. Inga underarter finns listade i Catalogue of Life.